# Лінкори типу «Решадіє»

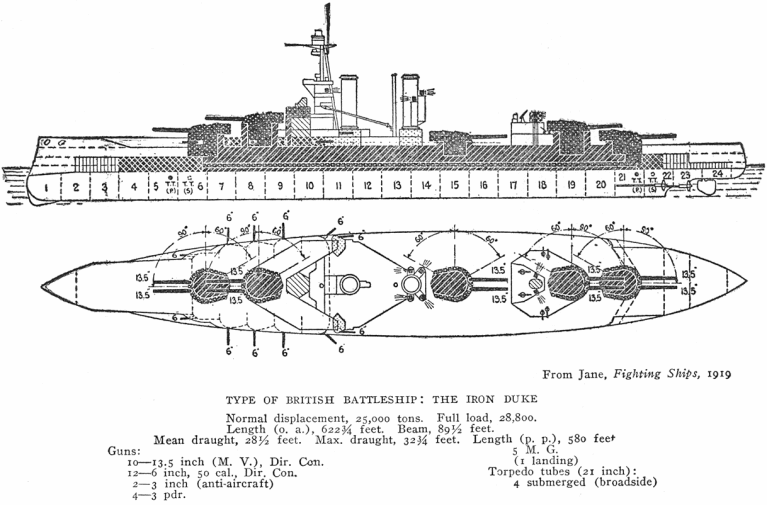

Лінкори типу «Решадіє» (тур. Reşadiye) - два дредноути, замовлені Османською імперією у Великій Британії в 1910-х роках. Конструкція кораблів була заснована на  британських лінкорах типу «Кінг Джордж V», хоча мала кілька істотних поліпшень. Так, вони несли ті ж 343-міліметрові гармати головного калібру, так як і британські кораблі, але їх допоміжна артилерія складалася з 152 міліметрових гармат, у порівнянні з британськими 102 міліметровими. Перший корабель, «Решадіє», був закладений в 1911 році і завершений в серпні 1914 року, незабаром після початку Першої світової війни; він був конфіскований Королівським військово-морським флотом Великої Британії і включений до його складу як HMS Erin.  Другий корабель, «Султан Мехмед Фатіх», був замовлений у квітні 1914 року, тож  до початку війни було виконано незначний обсяг робіт, і корабель  було швидко розібрано на метал.

## Представники
| Назва                                     | Верф            | Закладений         | Спущений на воду   | Вступив у стрій     | Доля                                                    |
| ----------------------------------------- | --------------- | ------------------ | ------------------ | ------------------- | ------------------------------------------------------- |
| Решадіє Reşadiye Ерін HMS Erin            | Vickers Limited | 1 серпня 1911 року | 3 серпня 1913 року | 19 серпня 1914 року | знятий з озброєння 19 грудня 1922 року, пущений на злам |
| «Султан Мехмед Фатіх» Fatih Sultan Mehmed | Vickers Limited | 1 червня 1914 року |                    |                     | будівництво скасоване                                   |

## Конфіскація

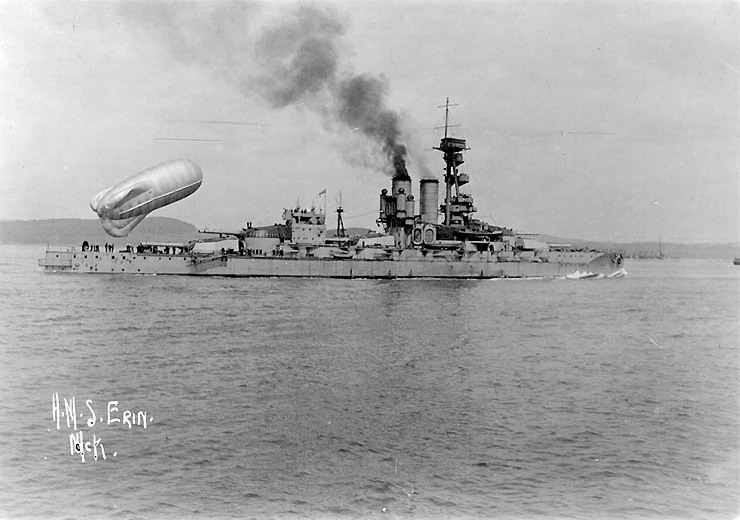
HMS Erin в в 1918

На 21 липня 1914 року британці відклали передачу лінкорів («Решадіє» та викупленого Османською імперією у Бразилії «Mehmed Reşad V»)  через загострення ситуації в Європі після вбивства ерцгерцога Франца Фердинанда 28 червня. Ця акція викликала протест Джемаль-паші, Османського військово-морського міністра. Судно, що перевозило османські екіпажі для двох кораблів, вирушило зі Стамбулу 4 серпня, тільки для того, щоб повернутися 7 серпня після того, як Османський уряд було поінформовано, що дредноути не будуть передані Перший лорд Адміралтейства Вінстон Черчилль наказав Королівському флоту захопити два кораблі  29 липня;  британські моряки піднялися на борт суден і формально їх конфіскували. Оскільки Велика Британія на той час ще не була у стані війни, ці дії були незаконними. 3 серпня британський посол в Османській імперії повідомив її уряду, що Велика Британія конфіскувала  кораблі.

## Історія служби
«HMS Erin» входив до складу Великого Флоту під час війни і брав участь у Ютландській битві 31 травня – 1 червня 1916. Він має сумнівну честь єдиного британського основного корабля, що взяв участь у битві, не випустивши жодного снаряду головного калібру. Корабель короткий час був флагманом у 1919 році, але його кар'єра була перервана Вашингтонською військово-морською угодою від 1922 року. Лінкор була розібрано на виконання умов угоди у 1922-1923 роках.